# Kościół Zjednoczeniowy
Ruch pod Wezwaniem Ducha Świętego dla Zjednoczenia Chrześcijaństwa Światowego – kontrowersyjny nowy ruch religijny założony w 1954 roku w Seulu przez Sun Myung Moona, zwany w skrócie Kościołem Zjednoczeniowym.
Ruch prowadzi działalność misyjną w ponad 140 krajach na całym świecie, w tym w Korei Płd. oraz USA. Kościół utrzymuje, że liczy około 3 milionów wyznawców (w Polsce w 1992 roku 261 osób). Wyznanie prowadzi także działalność pozareligijną (konferencje naukowe, wymiana kulturalna, różne inicjatywy społeczne).
W Polsce Kościół Zjednoczeniowy został zarejestrowany w 1990 roku.

## Wierzenia
Głównym celem Kościoła Zjednoczeniowego jest zbudowanie Królestwa Bożego na Ziemi. Według wyznawców Moona Jezus Chrystus nie doprowadził do końca swojej misji, gdyż nie założył Prawdziwej Rodziny, tę misję musi dokończyć osoba, która stanie w tej samej pozycji, co Jezus, po to, aby wszyscy byli wolni od grzechu pierworodnego. Wierzą oni, że tę misję otrzymali Sun Myung Moon i jego druga żona, Hak Ja Han (pierwsza rozwiodła się z nim w 1953 roku pod naciskiem swojej rodziny). Nazywani są przez wyznawców Prawdziwymi Rodzicami.
Sun Myung Moon jest według swoich wyznawców oczekiwanym Mesjaszem, który zjednoczy ludzkość i połączy Zachód ze Wschodem, religię z nauką i duchowość z materią. Pojednanie ludzi następuje poprzez małżeństwa stawiające sobie za cel urzeczywistnienie Ideału Prawdziwej Miłości realizowanego w rodzinie.
Praktyka doboru małżonka na bazie autorytetu Sun Myung Moona doprowadziła do połączenia wielu rodzin oraz do udziału w ceremonii Błogosławieństwa Małżeńskiego dla wielu milionów par (zarówno już wcześniej poślubionych, jak i dobranych), udzielanego najczęściej podczas zbiorowych (do tysięcy par) ceremonii zaślubin. Przy dobieraniu par nie ma znaczenia ani pochodzenie z innej części świata, ani języki, jakimi posługują się przyszli małżonkowie. Kandydaci na małżonków mogą prosić o wybranie konkretnego partnera, a także odmówić poślubienia wskazanej osoby.

## Krytyka kościoła
Treść tej sekcji może nie być zgodna z zasadami neutralnego punktu widzenia,
ponieważ mimo iż jest to sekcja krytyczna tekst powinien być napisany w neutralny sposób.
 Po wyeliminowaniu niedoskonałości należy usunąć szablon [[Szablon:Dopracować|]] z tej sekcji.
Działacze tzw. „ruchów antysektowych” mówiąc o Ruchu pod Wezwaniem Ducha Świętego dla Zjednoczenia Chrześcijaństwa Światowego posługują się nazwami: muniści (mooniści) lub sekta Moona.
Sun Myung Moon uważany jest za postać kontrowersyjną. Często podawał się on za wybrańca Jezusa, choć wielokrotnie zarzucano mu cudzołóstwo, defraudacje i pornografię. On sam fakt sześciokrotnego skazania i uwięzienia oraz pozew cywilny w Japonii złożony w 1997 roku przez osoby poszkodowane przez wyznawców grupy komentował słowami, iż Jezus również był prześladowany. Pierwsze procesy przeciwko "Wielebnemu" odbyły się w Korei Północnej, a Sun Myung Moon został kilkakrotnie skazany na kary więzienia i obozy pracy na podstawie różnych zarzutów, w tym za działalność ewangelizacyjną. Wielu polityków do tematyki Kościoła podchodzi protekcjonalnie, gdyż (jak wiele innych nowych ruchów religijnych) często jest on posądzany o różne wykroczenia i spotyka się z krytyką z licznych stron.